# Sportåret 1957

## Händelser

### Amerikansk fotboll
- Detroit Lions besegrar Cleveland Browns med 59 - 14 i NFL-finalen.

### Bandy
- 17 februari - Örebro SK blir svenska mästare genom att finalbesegra Hammarby IF med 2-1 på Stockholms stadion.[1][2]
- 28 februari-3 mars - Världsmästerskap i bandy spelas för första gången och arrangeras i Finland med tre deltagande länder. Sovjet vinner före Finland och Sverige.[3]

### Baseboll
- 10 oktober - National League-mästarna Milwaukee Braves vinner World Series med 4-3 i matcher över American League-mästarna New York Yankees.[4]

### Basket
- 13 april - Boston Celtics vinner NBA-finalserien mot St. Louis Hawks.[5]
- 29 juni - Sovjet vinner herrarnas Europamästerskap i Sofia före Bulgarien och Tjeckoslovakien.[6]
- 26 oktober - USA blir damvärldsmästare i Río de Janeiro före Sovjet och Tjeckoslovakien.[7]
- 17 november - Sverige spelar sin första officiella damlandskamp i basket, då man i Göteborg förlorar mot Danmark med 31-39.[8]

### Cykel
- Gastone Nencini, Italien vinner Giro d'Italia
- Jacques Anquetil, Frankrike vinner Tour de France
- Jesus Loroño, Spanien vinner Vuelta a España

### Fotboll
- 16 februari - Egypten vinner i Khartoum den första upplagan av afrikanska mästerskapet.[9]
- 4 maj - Aston Villa FC vinner FA-cupfinalen mot Manchester United FC med 2-1 på Wembley Stadium.[10]

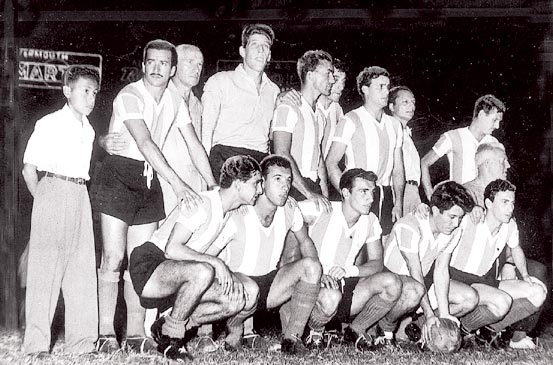
Argentinas lag i sydamerikanska mästerskapet.

- 6 april – Argentina vinner sydamerikanska mästerskapet i Lima före Brasilien och Peru.[11]
- 30 maj - Real Madrid vinner Europacupen för mästarlag genom att vinna finalen mot AC Fiorentina på Santiago Bernabéu-stadion med 2–0.[12]
- Okänt datum – Alfredo Di Stéfano utses till Årets spelare i Europa.
- Okänt datum – Stanley Matthews spelar sin sista landskamp för England vid 41 års ålder.

#### Ligasegrare / resp. lands mästare
- Belgien - Royal Antwerp FC
- England - Manchester United FC
- Frankrike - AS Saint Étienne
- Italien - AC Milan
- Nederländerna - AFC Ajax
- Skottland - Rangers
- Spanien - Real Madrid CF
- Sverige - IFK Norrköping
- Västtyskland - Borussia Dortmund

### Friidrott
- 31 december - Manoel Faria, Portugal vinner Sylvesterloppet i São Paulo.[13]
- John J. Kelley, USA vinner Boston Marathon.[14]

### Golf

#### Herrar
- The Masters vinns av Doug Ford, USA
- US Open vinns av Dick Mayer, USA
- British Open vinns av Bobby Locke, Sydafrika
- PGA Championship vinns av Lionel Hebert, USA
- Mest vunna vinstpengar på PGA-touren: Dick Mayer, USA med $65 835
- Ryder Cup: Storbritannien besegrar USA med 7½ - 4½.

#### Damer
- US Womens Open - Betsy Rawls, USA
- LPGA Championship - Louise Suggs, USA
- Mest vunna vinstpengar på LPGA-touren: Patti Berg, USA med $16 272

### Handboll
- 20 juli - Tjeckoslovakien blir inomhusvärldsmästare för damer genom att finalbesegra Ungern med 7-1 i Belgrad.[15]

### Ishockey

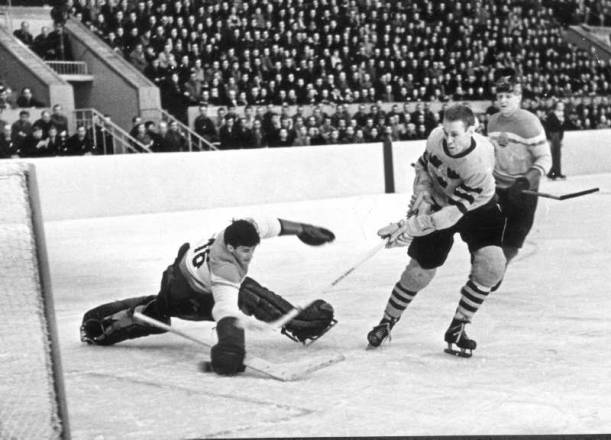
Sverige världsmästare.

- 5 mars - Sverige vinner världsmästerskapet i Moskva före Sovjet och Tjeckoslovakien [16]
- 24 mars - Svenska mästare blir Gävle GIK genom serieseger före Djurgårdens IF och Södertälje SK.[17]
- 16 april - Stanley Cup vinns av Montreal Canadians, som besegrar Boston Bruins med 4 matcher mot 1 i slutspelet.[18]

### Konståkning
- VM
  - Herrar - David Jenkins, USA
  - Damer - Carol Heiss, USA
  - Paråkning - Barbara Wagner och Robert Paul, Kanada.

### Motorsport

#### Formel 1
- 8 september - Världsmästare blir Juan Manuel Fangio från Argentina för femte året i rad.

#### Motocross
- Bill Nilsson, Sverige blir världsmästare i 500cc-klassen.

#### Sportvagnsracing
- Den italienska biltillverkaren Ferrari vinner sportvagns-VM.
- Britterna Ron Flockhart och Ivor Bueb vinner Le Mans 24-timmars med en Jaguar D-Type.

### Skidor, alpint

#### Herrar
- SM
  - Slalom vinns av Lars Volny, Östersund-Frösö SLK. Lagtävlingen vinns av Östersund-Frösö SLK.
  - Storslalom vinns av Bengt Blanck, Östersund-Frösö SLK. Lagtävlingen vinns av Östersund-Frösö SLK.
  - Störtlopp vinns av Lennart Fotmeijer, Kiruna BK. Lagtävlingen vinns av Tärna IK Fjällvinden.

#### Damer
- SM
  - Slalom vinns av Vivi-Anne Wassdahl, Östersund-Frösö SLK.
  - Storslalom vinns av Vivi-Anne Wassdahl, Östersund-Frösö SLK.
  - Störtlopp vinns av Eivor Berglund, Åre SLK.

### Skidor, längdåkning

#### Herrar
- 3 mars - Gunnar Larsson, Oxbergs IF vinner Vasaloppet.[19]

- SM
  - 15 km vinns av Sixten Jernberg, Lima IF. Lagtävlingen vinns av Lima IF.
  - 30 km vinns av Sixten Jernberg, Lima IF. Lagtävlingen vinns av Lima IF.
  - 50 km vinns av Sixten Jernberg, Lima IF. Lagtävlingen vinns av Lima IF.
  - Stafett 3 x 10 km vinns av Lima IF med laget Inge Limberg, Gunnar Samuelsson och Sixten Jernberg

#### Damer
- SM
  - 5 km vinns av Sonja Edström, Luleå SK. Lagtävlingen vinns av Vårby IK.
  - 10 km vinns av Sonja Edström, Luleå SK. Lagtävlingen vinns av Vårby IK.
  - Stafett 3 x 5 km vinns av Vårby IK med laget Ingrid Söderström,  Berta Hallqvist och Märta Norberg.

### Tennis

#### Herrar
- Tennisens Grand Slam:
  - Australiska öppna - Ashley Cooper, Australien
  - Franska öppna - Sven Davidson, Sverige
  - Wimbledon - Lew Hoad, Australien
  - US Open - Malcolm Anderson, Australien
- 28 december - Australien vinner Davis Cup genom att finalbesegra USA med 3-2 i Melbourne.[20]

#### Damer
- Tennisens Grand Slam:
  - Australiska öppna - Shirley Fry, USA
  - Franska öppna - Shirley Bloomer, Storbritannien
  - Wimbledon - Althea Gibson, USA
  - US Open - Althea Gibson, USA

### Travsport
- Travderbyt körs på  Jägersro travbana i  Malmö. Segrare blir den svenska hingsten   Willburn (SE)  e Earl’s Mr Will (US) – Mayburn (SE) e. Gaylburn (US). Kilometertid:1.25,9   Körsven:  Gunnar Nordin
- Travkriteriet vinns av den svenska hingsten   Kerrim  (SE)  e. Justus  (SE) - Delphine  (SE) e. Encore (US). Kilometertid:1.25,9   Körsven:  Bengt Andersson

## Födda
- 6 januari - Nancy Lopez, amerikansk golfspelare.
- 11 januari - Bryan Robson, brittisk fotbollsspelare och -manager.
- 28 januari - Nick Price, zimbabwisk golfspelare.
- 30 januari - Payne Stewart, amerikansk golfspelare.
- 31 januari - Bojan Križaj, slovensk alpin skidåkare.
- 9 februari - Gordon Strachan, skotsk fotbollsspelare och -manager.
- 18 februari - Marita Koch, östtysk friidrottare.
- 20 februari - Glen Hanlon, kanadensisk ishockeytränare, förbundskapten för Vitrysslands ishockeylandslag.
- 22 februari - Ashok Amritraj, indisk filmproducent och professionell tennisspelare.
- 12 mars - Patrick Battiston, fransk fotbollsspelare.
- 9 april - Severiano Ballesteros, spansk golfspelare.
- 9 maj - Fulvio Collovati, italiensk fotbollsspelare.
- 13 juni - Rinat Dasajev, sovjetrysk fotbollsspelare.
- 16 juni - Adri van Tiggelen, nederländsk fotbollsspelare.
- 13 juli - Thierry Boutsen, belgisk racerförare.
- 18 juli - Nick Faldo, brittisk golfspelare.
- 29 juli - Nelli Kim, sovjetrysk gymnast.
- 7 augusti - Aleksandr Ditiatin, sovjetrysk gymnast och trefaldig olympisk mästare.
- 17 augusti - Robin Cousins, brittisk konståkare.
- 27 augusti - Bernhard Langer, tysk golfspelare.
- 26 september - Klaus Augenthaler, tysk fotbollsspelare och tränare.
- 27 september - Harald Schmid, tysk friidrottare.
- 30 september - Tore Ökvist, svensk ishockeyspelare
- 7 oktober - Jayne Torvill, brittisk konståkare.
- 8 oktober - Antonio Cabrini, italiensk fotbollsspelare.
- 27 oktober - Glenn Hoddle, engelsk fotbollsspelare och -manager.
- 22 december - Anders Eklund, svensk tungviktsboxare.

## Avlidna
- 13 juni – Carl Bonde, 75, svensk ryttare, ett OS-guld och ett OS-silver.
- 28 juli – Ernst Johan Nordin, 70, svensk travtränare och travkusk.
- 30 september – Hjalmar Johansson, 83, svensk simhoppare och simmare, ett OS-guld och ett OS-silver.

### Fotnoter
1. ↑  Erik Jonsson (17 februari 1957). ”1950–1959”. Svenska Bandyförbundet. Arkiverad från originalet den 17 mars 2020. https://web.archive.org/web/20200317215225/https://www.svenskbandy.se/BANDYFINALEN/HISTORIK/Svenskamastare/Herrar/1950-1959. Läst 18 mars 2020.
2. ↑  ”1957”. Hammarby IF. 17 februari 1957. http://www.hifhistoria.se/Historia/1957.html. Läst 2 september 2011.
3. ↑  ”World Championships 1956/57” (på engelska). Bandysidan. http://www.bandysidan.nu/event.php?EVID=88. Läst 20 augusti 2011.
4. ↑  ”1957 World Series” (på engelska). Baseball-Reference.com. http://www.baseball-reference.com/postseason/1957_WS.shtml. Läst 14 juli 2015.
5. ↑  ”Basketball Reference”. http://www.basketball-reference.com/leagues/NBA_1957_games.html. Läst 25 augusti 2011.
6. ↑  ”Sport Statistics”. http://todor66.com/basketball/Europe/Men_1957.html. Läst 24 augusti 2011.
7. ↑  ”Sport Statistics”. Arkiverad från originalet den 20 maj 2009. https://www.webcitation.org/5gvBylIzX?url=http://todor66.com/basketball/World/Women_1957.html. Läst 24 augusti 2011.
8. ↑  ”Svensk Basket”. Arkiverad från originalet den 19 mars 2014. https://web.archive.org/web/20140319162703/http://iof1.idrottonline.se/ImageVaultFiles/id_25411/cf_74/Lanskamper_Damer.PDF. Läst 20 augusti 2011.
9. ↑  ”African Nations Cup 1957” (på engelska). RSSSF. http://www.rsssf.com/tables/57a.html. Läst 16 augusti 2011.
10. ↑  ”England FA Challenge Cup 1956-1957” (på engelska). RSSSF. http://www.rsssf.com/tablese/engcup1957.html. Läst 19 augusti 2012.
11. ↑  ”South American Championship 1957” (på engelska). RSSSF. http://www.rsssf.com/tables/57safull.html. Läst 16 augusti 2011.
12. ↑  ”European Competitions 1956-57” (på engelska). RSSSF. http://www.rsssf.com/ec/ec195657.html. Läst 16 augusti 2011.
13. ↑  ”1950” (på portugisiska). Sylvesterloppet. Arkiverad från originalet den 1 mars 2014. https://web.archive.org/web/20140301035933/http://www.saosilvestre.com.br/1950. Läst 19 augusti 2012.
14. ↑  ”Boston Marathon”. Arkiverad från originalet den 27 april 2015. https://web.archive.org/web/20150427035419/http://www.baa.org/races/boston-marathon/boston-marathon-history/past-champions/past-mens-open-champions.aspx. Läst 9 april 2011.
15. ↑  ”Sport Statistics”. Arkiverad från originalet den 24 augusti 2011. https://web.archive.org/web/20110824171344/http://www.todor66.com/handball/World/Women_1957.html. Läst 23 augusti 2011.
16. ↑  ”Championnats du monde 1957” (på franska). Hockey Archives. 5 mars 1957. https://www.hockeyarchives.info/mondial1957.htm. Läst 15 augusti 2011.
17. ↑  ”Championnat de Suède 1956/57” (på franska). Hockey Archives. 24 mars 1957. https://www.hockeyarchives.info/Suede1957.htm. Läst 15 augusti 2011.
18. ↑  ”NHL 1956/57” (på franska). Hockey Archives. https://www.hockeyarchives.info/NHL1957.htm. Läst 23 mars 2020.
19. ↑  ”Historiska segrare”. Vasaloppet. Arkiverad från originalet den 22 mars 2020. https://web.archive.org/web/20200322121012/https://www.vasaloppet.se/wp-content/uploads/sites/1/2019/09/historiska_segrare_vasaloppet_sve_2019-09-18.pdf. Läst 5 september 2011.
20. ↑  ”Davis Cup”. http://www.daviscup.com/en/results/tie/details.aspx?tieId=10000740. Läst 20 augusti 2011.